# Gisela Beutler
Gisela Beutler (* 20. Dezember 1919 in Hamburg; † 3. Dezember 1996) war eine deutsche Romanistin und Hispanistin. Sie war ab 1971 die erste Professorin für Hispanistik in Deutschland.

## Leben und Werk
Beutler studierte Anglistik und Romanistik in Frankfurt am Main, London, Oxford, Zürich und Bonn und wurde 1953 in Bonn mit der Dissertation Thomas Percy’s spanische Studien. Ein Beitrag zum Bild Spaniens in England in der zweiten Hälfte des 18. Jahrhunderts zum Dr. phil. promoviert. Sie habilitierte sich nach dreijährigem Kolumbienaufenthalt in Berlin mit Studien zum spanischen Romancero in Kolumbien in seiner schriftlichen und mündlichen Überlieferung von der Zeit der Eroberung bis zur Gegenwart. Später forschte sie in Mexiko. An der Freien Universität Berlin war sie von 1964 bis 1971 Akademische Rätin, von 1971 bis 1985 Professorin für Hispanistik und Lateinamerikanistik. Gisela Beutler gehörte, wie Christian Beutler (1923–2003), zur Familie von Ernst Beutler.
Gisela Beutler starb im Dezember 1996 knapp drei Wochen vor ihrem 77. Geburtstag.

## Veröffentlichungen
- Thomas Percy’s spanische Studien. Ein Beitrag zum Bild Spaniens in England in der zweiten Hälfte des 18. Jahrhunderts. Bonn 1957. Zugleich Philosophische Dissertation Bonn 1953.
- Studien zum spanischen Romancero in Kolumbien in seiner schriftlichen und mündlichen Überlieferung von der Zeit der Eroberung bis zur Gegenwart. C. Winter, Heidelberg 1969. Zugleich Habilitationsschrift Heidelberg 1969.
- Adivinanzas españolas de la tradición popular actual de México, principalmente de las regiones de Puebla-Tlaxcala. Spanische Rätsel aus der heutigen Volkstradition Mexikos, hauptsächlich aus den Gebieten von Puebla-Tlaxcala. Wiesbaden 1979.
- als Hrsg. mit Alejandro Losada und Klaus Zimmermann: César Vallejo. Actas del coloquio internacional. Freie Universität Berlin, 7.–9. junio 1979. Tübingen 1981.
- La historia de Fernando y Alamar. Contribución al estudio de las danzas de Moros y Cristianos en Puebla (México). Stuttgart 1984.
- als Hrsg.: „Sieh den Fluss der Sterne strömen.“ Hispanoamerikanische Lyrik der Gegenwart. Interpretationen. Darmstadt 1990.